# Campsicnemus milleri
Campsicnemus milleri är en tvåvingeart som beskrevs av Harmston 1966. Campsicnemus milleri ingår i släktet Campsicnemus och familjen styltflugor.
Artens utbredningsområde är Oregon. Inga underarter finns listade i Catalogue of Life.